# Louis Dupré
Louis Dupré (Versailles, 9 gennaio 1789 – Parigi, 12 ottobre 1837) è stato un pittore francese, particolarmente conosciuto per i suoi dipinti riguardanti temi orientalisti e filoellenistici.
Il suo lavoro riguardò per lo più la Grecia e l'Impero ottomano, specialmente sull'orlo della guerra.
Lavorò cambiando spesso residenza. Trascorse periodi a Parigi, Kassel (1811-1814), Napoli (1814-1816), Roma (1816-1819; 1824-1831), ancora Napoli (1819-1820), Istanbul (1820), Vienna (1820-1824) e, infine, Parigi (1831-1837).
Visitò la Grecia alla vigilia del suo conflitto per l'indipendenza, e fu attirato dal patriottismo ellenico.

## Opere

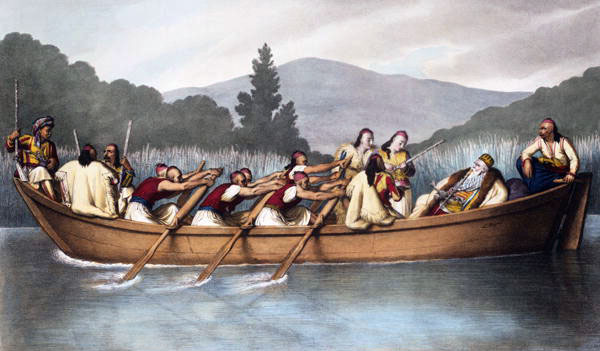
Ali Pacha à la chasse sur le lac de Butrinto
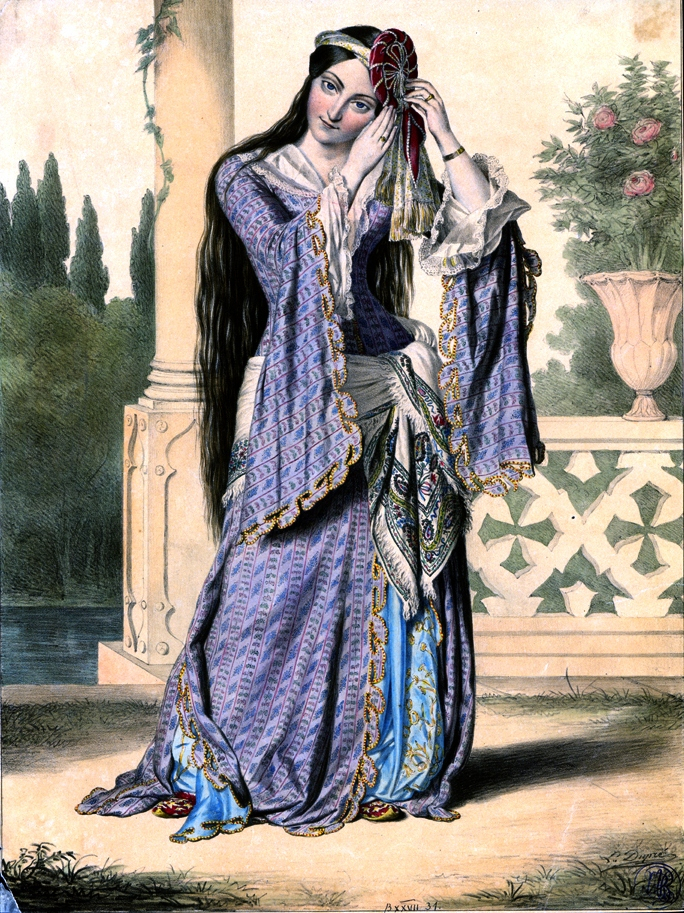
Princesse Hélène Soutzo
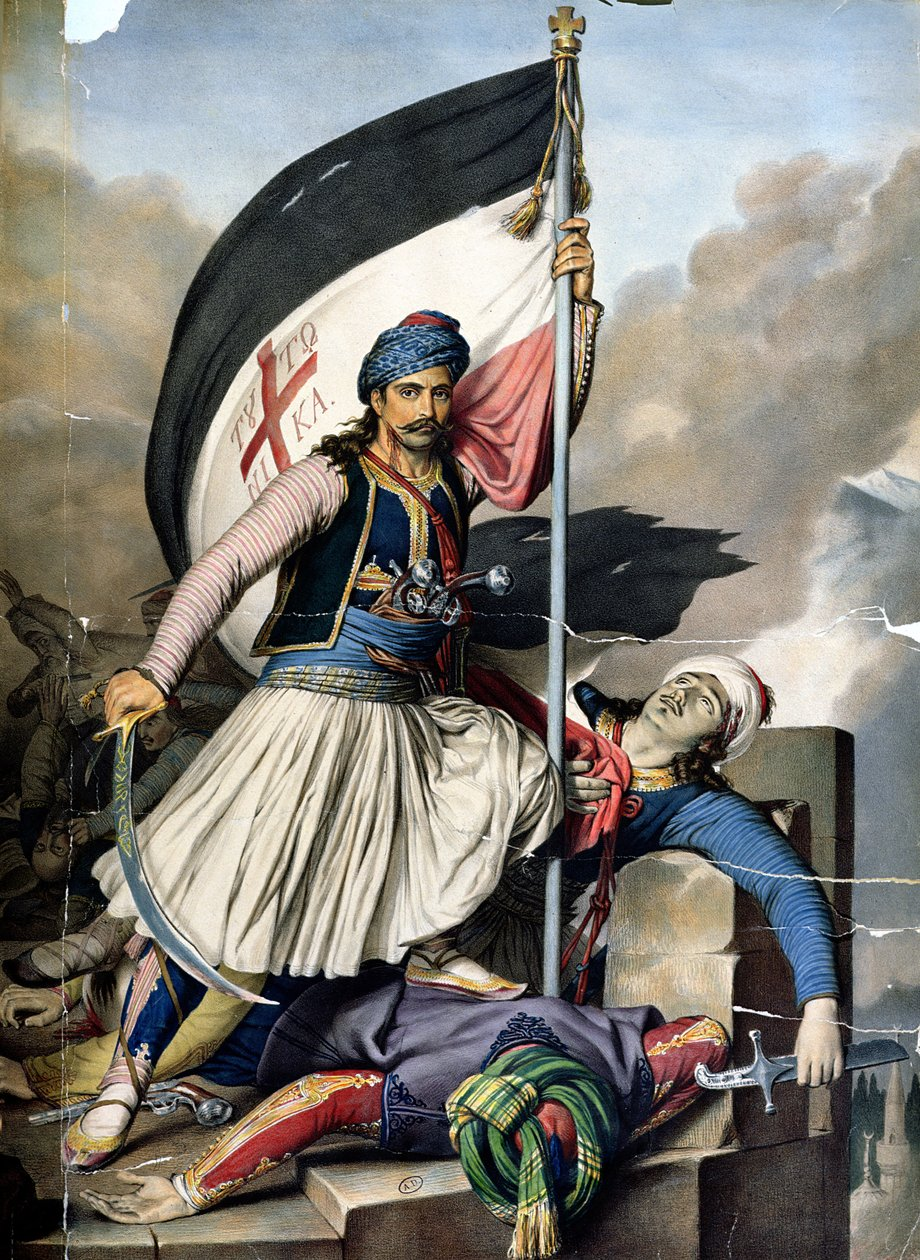
Un Grec arborant son étendard sur les murs de Salone
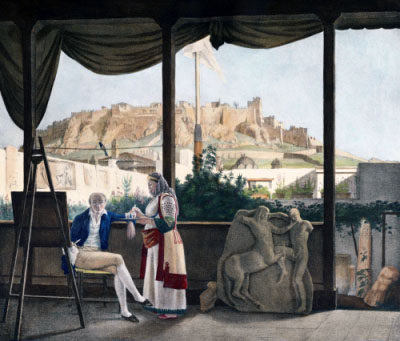
Le Consul Fauvel à Athènes 1825
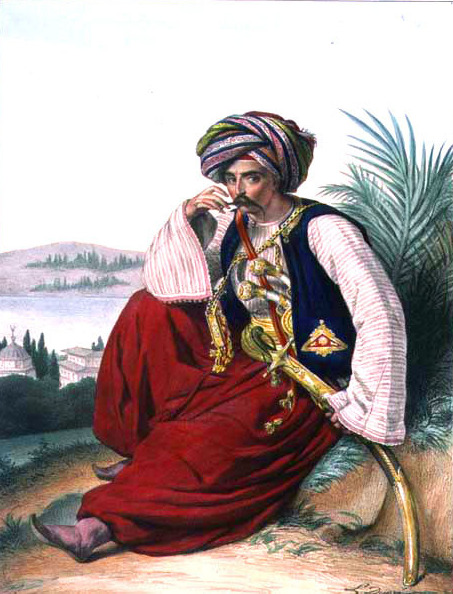
un Mameluk 1825
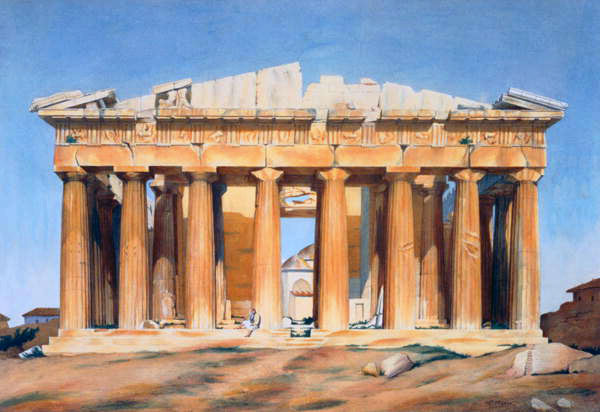
Le Parthénon 1825
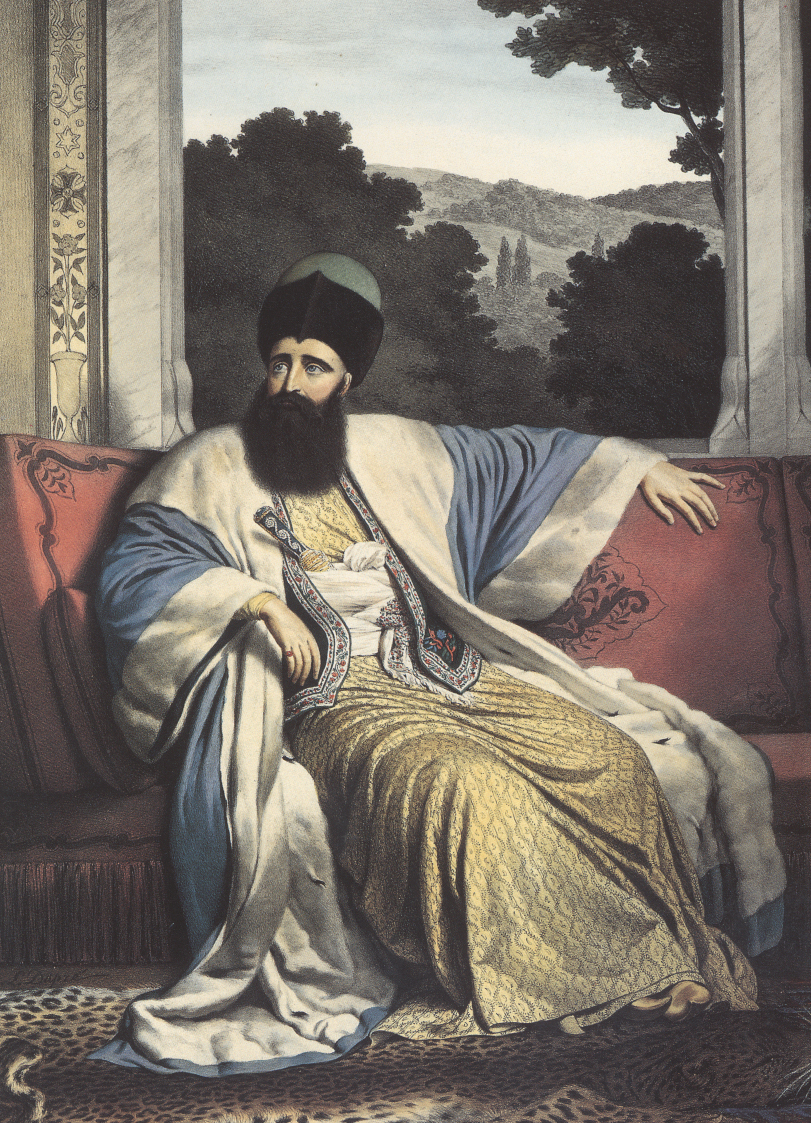
Prince Michel Soutzo 1825